# Delia pilimana
Delia pilimana är en tvåvingeart som först beskrevs av Stein 1920.  Delia pilimana ingår i släktet Delia och familjen blomsterflugor.
Artens utbredningsområde är Colorado. Inga underarter finns listade i Catalogue of Life.